# Vaixell maltès

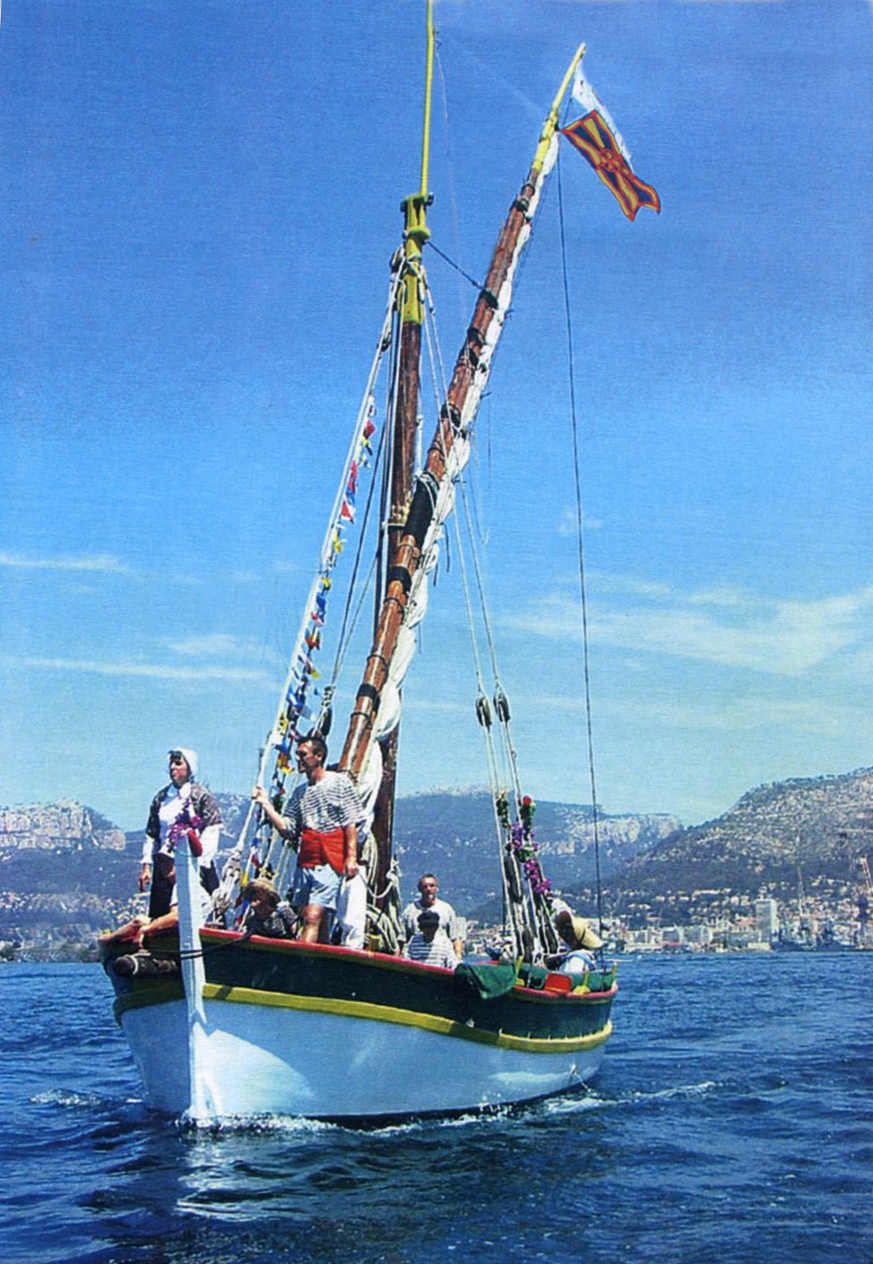
Tartana maltesa moderna

Els vaixells maltesos presenten característiques particulars que els distingeixen d'altres vaixells que naveguen en el mar Mediterrani. Malta com arxipèlag té una posició central entre el Mediterrani occidental i el Mediterrani oriental i és un país de marins, de constructors navals i d'usuaris d'aquests vaixells, molts dels quals són avui dia considerats com vaixells típics o tradicionals.

## Terminologia
La major part de llibres sobre Malta, i principalment les guies turístiques, descriuen únicament dos tipus de vaixells maltesos, d'una banda la dgħajsa que seria una mena de góndola folklòrica, i d'una altra, el luzzu, un vaixell pintat tot ell amb els colors típicament maltesos: verd, groc, blau, vermell i blanc .
Al segle xix el terme dgħajsa era l'únic utilitzat en maltès per dir vaixell: dgħajsa tat-tagħbija, vaixell de càrrega, dgħajsa munt-sajd, vaixell de pesca, dgħajsa bil-qlugħ, vaixell de vela, o fins a arribar al terme dgħajsa bil-mqadef, vaixell de rem. A partir del segle XX i encara avui dia, el terme dgħajsa s'aplica també a un tipus ben precís de vaixell: la dgħajsa tal-pass, el vaixell que assegura la travessa de les badies i el transport de turistes, i la dgħajsa tal-midalji, vaixell especialment creat per a la regatta. Només alguns tipus de vaixells específics han tingut sempre un nom particular com tartana o xprunara.
Des de la motorització náutica, és el terme luzzu - vaixell relativament recent que data d'aquest període - el que té una tendència a ser utilitzat (tot i que els Kajjiki són més nombrosos que els luzzi) per englobar sota aquest nom tota mena de vaixells de tos colors, encara que són diferents per les seves formes d'embolcall i per l'ús que se'ls aplica. Bé, tot i que aquesta simplificació pot satisfer els turistes, no pot satisfer els especialistes en història marítima i en la tècnica arquitectònica naval.

## Historiografia
Va caldre esperar fins a la independència del país perquè els Maltesos prenguessin consciència dels seus béns culturals. Fou prop de la dècada de 1990 quan va començar a emergir una curiositat i una voluntat de descriure i de preservar el patrimoni naval maltesos. L'any 1988 es va crear un comitè consultiu per a la fundació d'un museu marítim i per a recollir i salvar el màxim d'artefactes. Aquest comitè fou dirigit per Stephen Borg Cardona i a continuació per Anthony Bonanno amb Joseph Muscat com a secretari i principal consultor. El 24 de juliol de 1992 fou obert al públic el Malta Maritime Museum als locals de la Naval Bakery britànica (forn de pa marítim) que havia estat construït de 1842 a 1845 sobre els mateix lloc on hi havia l'arsenal de les galeres de l'Orde de Sant-Joan de Jerusalem.
L'any 1999 es va encetar el primer estudi maltès sobre el seu patrimoni naval. Aquest estudi, més aviat històric, va comptar amb Joseph Muscat The Dgħajsa and Other Traditional Maltese Boats i es va publicar a la prestigiosa col·lecció de la Fondazzjoni Patrinonju Malti (Fundació del patrimoni maltès). L'any 2000, un altre estudi, molt més tècnic, fou publicat per Carmel Pulè, Qxur, Biċċiet, i Opri tal-Baħar a la col·lecció « Sensiela Kullana Kulturali », de l'enciclopèdia maltesa, de les Pubblikazzjonijiet Indipendenza. Des d'aquesta data Joseph Muscat ha publicat una dotzena de monographies sobre els diferents tipus de vaixells maltesos, la vida sobre les galeres, els ports o els arsenals de Malta. L'any 2008, Joseph Muscat publicà el seu gran estudi històric Sails Round Malta – Caracteritzes of Sea Vessels 1600BC-1900AD ea Pubblikazzjonijiet Indipendenza.
Paral·lelament es va obrir un segon camp d'investigació per a l'estudi de la potència marítima de l'Orde de Sant-Joan de Jerusalem i dels seus vaixells. Fou el capità Joseph M. Wismayer qui publica l'any 1997 The Fleet of the Order of St John, 1530-1798. L'any 2000, Joseph Muscat publicà -Flotta La teva' San Ġwann a l'enciclopèdia maltesa Kullana i l'any 2002 amb Andrew Cuschieri Naval Activities of the Knights of St John, 1530-1798 a la col·lecció « Maltese Social Studies » de Midsea Books.
Finalment el Comerç Marítim Maltès i els seus mitjans s'han fet càrrec d'alguns estudis maltesos com Corsairing to Comercia – Maltese Merchants in XVIII Century Spai de Carmel Vassallo i The Maltese Merchant Fleet of the 19th Century de Joseph Abela.

## Història i vaixells antics
Sense que calgui remuntar-se, com Joseph Muscat, a la història dels vaixells egipcis, cretenses, fenicis i cartaginesos, grecs i romans o àrabs que estan lligats amb aquestes diferents cultures més que amb la cultura maltesa, la tipologia dels vaixells maltesos comença de fet amb els vaixells construïts a Malta per l'Orde de Sant-Joan de Jerusalem.
l'Orde va ser expulsada de Terra-Santa junt amb els templers l'any 1291, i tres segles més tard Soleimán el Magnífic els va obligar a sortir de Rodes l'any 1523, encara que abans d'assentar-se a l'arxipèlag de Malta cedit per Carles V el 1527, els seus vaixells havien continuat navegant pel Mediterrani, amb base al golf de Lleó, concretament l'Orde disposava d'un arsenal amb drassanes a Villefranche sur Mer. Els vaixells més importants de l'Orde, eren en aquells temps, les galeres (Galjott en maltès), les carraques, els galions i els patatxes.
Al arribar el segle xvii el desenvolupament de les caravanes hospitalàries i els continuats raids barbarescs contra les costes cristianes, van afavorir l'aparició de nous tipus de vaixells com les faluques (feluga en maltès), els caïques (kajjik en maltès) i els xabecs (xabek en maltès).
Al segle xviii la marina maltesa es va posar al nivell de les marines europees amb les bergantins i les fragates. i a partir d'aquest període, els vaixells maltesos van començar a destacar-se de la competència.

## Vaixells tradicionals

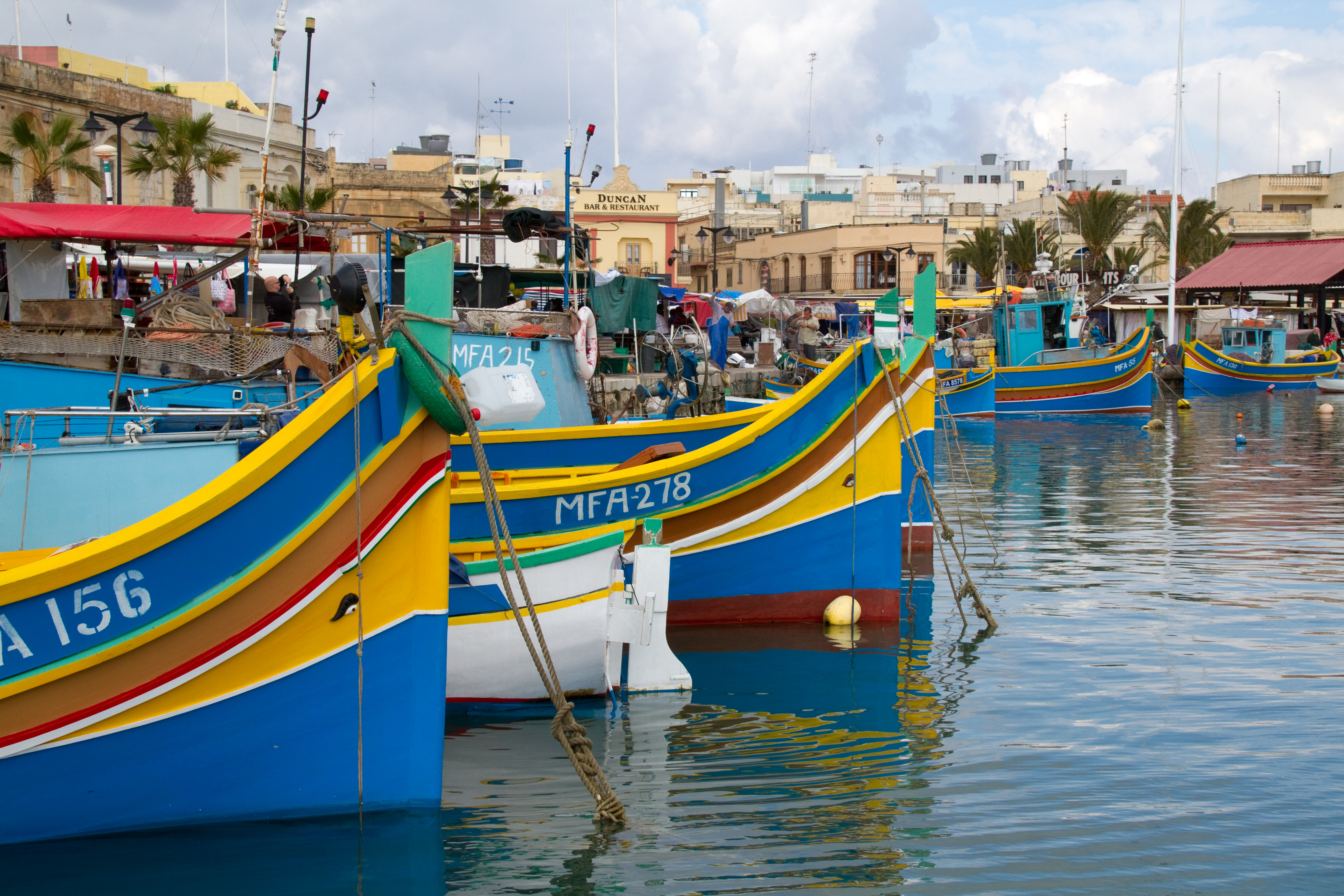
Vaixells maltesos de pesca

### Vaixells tradicionals antics
És al segle xvii i sobretot a començaments del xviii, quan els vaixells de l'arxipèlag prendran característiques típicament malteses evolucionant de forma diferent dels altres vaixells mediterranis, començant per la tartana maltesa que és un tipus de vaixell, ja particular de facto.
Però és sobretot amb la xprunara, primer vaixell veritablement maltès de soca i arrel, que els vaixells utilitzats a l'arxipèlag van ana adquirint aquest caràcter típic avui tant identificable. Tots aquests vaixells formen part de la gran família de vaixells punxeguts com la barca catalana, la gourse provençal, el gozo (també construït a Sicília) i la feluca de les costes d'Àfrica i d'altres llocs.
Aquests vaixells punxeguts tenien l'avantatge navegar bé tant a rem com a vela, (llatina o amb botavara). La navegació a la voga dempeus mirant enfront cap a la proa, fou aparentment molt emprada pels mariners maltesos, que fins a l'aparició de la motorització náutica van practicar àmpliament aquest mode de propulsió per a la pesca costanera en detriment de la vela.

#### Tartana
La tartana maltesa, tal com està representada a una aquarel·la conservada al Malta Maritime Museum, difereix de la tradicional tartana mediterrània ; és un bergantí de tres pals aparellats amb veles llatines. Aquesta adaptació maltesa era segurament necessària per a la disminució de la tripulació per a la maniobra, apart que remuntava millor el vent que emprant un aparell de vela quadrada,.
Al principi l'Orde de Sant-Joan de Jerusalem utilitzava les tartanes com vaixells de suport de les galeres ; essencialment transportaven armes i provisions per a aquestes, però als segles següents, les tartanes van anar agafant importància per sí soles en la lluita contra la flota barbaresca, es van començar a popularitzar a partir del segle xvii, i van ser utilitzades durant més de dos segles.
Entre les tartanes Malteses s'hi poden distingir les següents varietats (de gran a petita):
- tartarone: és la més gran entre les tartanes de Malta, amb un desplaçament fins a 100 tones;
- tartelette: més gran que la tartana estàndard;
- tartana estàndard: amb un desplaçament de 30-60 tones;
- tartanaella: més petita que la tartana estàndard;
- tartarini: la més petita d'aquesta varietat.

Els dos primers tipus de tartana podien ser: amb pont o sense pont i, podien portar fins a tres mastelers. En el cas de les tartanes més petites (Tartanaella i Tartarini), estrictament parlant, no es tractava de vaixells, sinó de barques, i van ser construïdes sempre sense pont. Des de mitjans del segle xx, es van deixar de construir vaixells grans del tipus (denominació) tartana.

#### Xprunara
Els historiadors que han estudiat els vaixells de Malta veuen la xprunara com el primer vaixell de disseny i ús típicament maltesos. Un primer document escrit es remunta al 1576, i més tard apareix els anys 1614, 1618 i 1663, la primera iconografia data de 1740 sobre un ex-vot del santuari de Tal-Herba a Birkirkara. Aquest tipus de vaixell es caracteritza per la utilització conjunta del cap de mort i d'una prominència cap endavant de la roda, el xprun - que dona el seu nom al vaixell - recorda el botaló del berganti o de la tartana. La xprunara es va construir a Sicilia i a continuació a Itàlia sota el nom de speronara trobant també aquesta prominència, sota el nom de "groin de porc" que dona el seu nom a un vaixell del Languedoc, el morro de porc.
Tot el que caracteritza la xprunara es troba més tard sobre els altres vaixells maltesos. I en principi una proa superada del símbol comú als ports de la Mediterrani occidental : el cap de mort (zokk en maltès), aquest allargament típic més o menys desenvolupat de la roda, al qual cert veu un símbol fallic allegoric de la potència masculina. Si la roda era ja vertical, el codast no ho era encara i el timó axial només podia articular-se en dos punts, aquesta debilitat hi haurà corregit al cap del temps per un codast que esdevindria en principi rectilini abans de ser vertical. Però també amb un embolcall a la proa (pruwa) i la popa (popa) en punta amb una borda fortament aixecada per sobre d'aquestes mateixes proa i popa, el fons era relativament pla amb una quilla horitzontal (prim en maltès). Un vaixell obert amb una coberta de proa (tamburett tal-pruwa) fins al pal (arblu) i una coberta de popa (tamburett tal-poppa) connectdes a cada vora per un passavant (kurtun) vorejat a l'interior d'una carlinga (pastiera) i vorejat al costat per la ja tradicional tappiera (rarament pintada per l'exterior, de fusta en brut, comportant sempre un ornat - decoració - sovint esculpida). Aquesta tappiera va superar totalment la també tradicional falka (falca desmuntable), en instal·lar l'escàlem (skalm) que permet recolzar els rems (mqadef) per poder navegar vogant.
El que és propi a la xprunara és el seu sistema propulsor, un pal molt inclinat amb una o dues botavares permetent d'establir una o dues veles (tarkija) segons la força i la direcció del vent. Aquest velam va evolucionar cap a una vela llatina per donar naixement a la firilla. La xprunara permetia el transport de passatgers a part del de mercaderies, amb la coberta protegida que fornia un abric per a aquests passatgers (tinda tal passiġġieri). La xprunara es dedicava a la navegació de cabotatge, remuntant la península itàlica, sobre tota la part nord de la mediterrània fins l'estret de Gibraltar i segurament fins a Portugal. La xprunara fou considerada com un dels vaixells més ràpids del seu temps.
La xprunara va caure en desús fins a desaparèixer el segle XIX. .

#### Firilla
Fou als ports de les Tres Ciutats, a Birgu, Bormla i Senglea l'any 1601 on es menciona per primera vegada un vaixell (dgħajsa) que travessava el Great Harbour a rem per transportant passatgers, aquesta escena ha reproduït per Willem Schelling l'any 1664 en els dibuixos del seu viatge. Aquest vaixell té totes les característiques de la xprunara però amb unes dimensions ben inferiors, és l'origen o a l'origen de la dgħajsa tal-pass (vegeu més avall). És aquest mateix tipus de vaixell, de rems, utilitzat per a la pesca el que fou l'origen de la firilla navegant també a vela.
Encara que la seva mida és més reduïda, el que distingeix principalment la firilla de la xprunara és la forma de la coberta: l'arrufament del tamburett tal-pruwa (coberta davantera) segueix la tappiera del francbord que s'aixeca cap el davant amb un fort arrufament lateral de la coberta. La firilla va també aprofitar-se de la transformació de la vela amb botavara de la xprunara cap a la vela llatina.
Per a la resta, el zokk (cap de mort), la tappiera (carlinga), la falka (falca) i l'oculus (ull), característiques típiques dels vaixells maltesos també estan presents a la firilla. Al principi cada família de pescadors tenia la seva pintura personal per al buc barrejant diferents colors vius. Se superposava a aquesta decoració personal la pintura del mustaċċ (bigoti) al davant del vaixell, prop de l'ull, seguint un codi de colors que permetia d'identificar el port d'origen; aquestes pràctiques són l'origen dels colors, avui tant típics, dels vaixells maltesos.
La firilla va sobreviure molt malament l'arribada de la motorització dels vaixells al començament del segle XX i els escassos exemplars que existeixen encara avui, són tots amb motor ; per poder distingir les antigues firilli dels nous luzzijiet, només cal observar la forma de la coberta.

#### Dgħajsa ta' Għawdex
Cal doncs un vaixell poderós capaç de navegar en tota mena de temps i fàcilment maniobrable, és per això que es va adoptar un aparell de vela llatina amb dos pals. D'aquest tipus de vela ve el seu altre nom: dgħajsa tal-latini.

### Vaixells tradicionals contemporanis
- Bimbu
- Dgħajsa
- Frejgatina
- Kajjik (Caïque)
- Gozzo
- Luzzu[45]

## Vaixells actuals
Encara que el pavelló maltès és l'un dels més importants del món, no s'han tingut en compte en aquest article, ni els vaixells mercants, ni els de creuer o de plaer, ni tampoc els vaixells militars de les forces armades malteses, atès que són vaixells que no tenen un caràcter típicament maltès.

### Vaixells d'ús
- Dingi (Dinghy)
- Gikk (Yola)
- Lanxa (canot automoció)
- Xieru/Barkassa

### Vaixells de pesca
- MPV - Multi Purpose Vessel (Navili de pesca)
- Trabakklu (Chalutier)
- Tunnara (Thonier)

descripció a venir

### Vaixells d'esport
- Dgħajsa tal-Midalji
- Dgħajsa tal-Pass
- Frejgatina
- Kajjik